# 존 켈로그

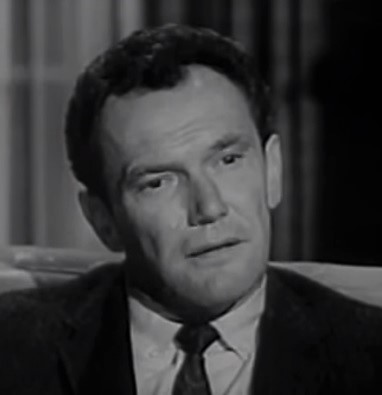

존 켈로그(John Kellogg, 1916년 6월 3일 ~ 2000년 2월 22일)는 미국의 배우, 텔레비전 배우이다.
할리우드에서 태어났으며 로스앤젤레스에서 사망하였다. 사인은 알츠하이머병이다.

## 영화
- 오펀스 (1987년)
- 이별의 바이올렛 (1986년)
- 페이튼 플레이스 - TV 시리즈 (1964년)
- 추격 (1959년)
- 보난자 (1959년)
- 도시의 가장자리 (1957년)
- 딜론 보안관 (1955년)
- 고릴라 앳 라지 (1954년)
- 도즈 레드헤즈 프럼 시애틀 (1953년)
- 오명의 목장 (1952년)
- 지상 최대의 쇼 (1952년)
- 정글 보이 봄바 6 (1951년)
- 컴 필 더 컵 (1951년)
- 이방인의 집 (1949년)
- 정오의 출격 (1949년)
- 조니 어클락 (1947년)
- 과거로부터 (1947년)
- 위드아웃 레저베이션스 (1946년) - 리포터 역
- 썸웨어 인 더 나잇 (1946년)
- 비코즈 오브 힘 (1946년)
- 마사 아이버스의 위험한 사랑 (1946년)
- 워크 인 더 선 (1945년) - 리들 역